# コロネーション (ブラックプール・トラム)
コロネーション（英語: Coronation）は、イギリスの都市・ブラックプールの路面電車であるブラックプール・トラムに導入された電車。「ヴァンバック（VAMBAC）」と呼ばれる制御装置や車体構造など革新的な要素を多数取り入れたが、運用開始後は保守の難しさや過大な消費電力などの課題が浮き彫りになり、早期に営業運転から離脱した。

## 概要
2階建て電車の「バルーン」を始めとした旧型車両に代わる新しい主力車両として導入が実施された、チャールズ・ロバーツ（Charles Roberts）製の電車。全長50 ft (15,000 mm)、全幅8 ft (2,400 mm)は、製造当時のイギリスにおける1階建てボギー車の中で最大の大きさだった。
制御装置には「可変自動多段式制動装置・加速制御（Variable Automatic Multinotch Braking and Acceleration Control）」を名前の由来とした「ヴァンバック（VAMBAC）」が用いられた。これはアメリカ合衆国で開発されたPCCカーの技術に影響を受けたもので多段式の抵抗制御装置で、従来の車両と比べスムーズな加減速が可能となった。また、2基の主電動機を搭載した台車にはPCCカーと同様に輪軸にゴムを挟んだ弾性車輪が用いられており、乗り心地の向上が図られた。
愛称について、路面電車の従業員からは「スピーブ（Spivs）」と呼ばれていたが、エリザベス2世の戴冠にちなんだ「コロネーション」が後年の主流となった。

## 運用
コロネーションの最初の車両となった304は試運転を経て1952年7月3日から営業運転を開始し、以降1954年2月までに全25両（304 - 328）が導入され、速度や乗り心地の向上に貢献した。だが、運行開始後は複雑な構造の「ヴァンバック」制御装置や弾性車輪を用いた台車の保守に難をきたした他、電力の消費量の高さも問題となり、重量（20 t）も従来の車両と比べ重く車軸や線路の破損も相次いだ。その結果、置き換えを想定していた「バルーン」が継続して営業運転の主力として用いられる事となった一方で、コロネーションは1963年以降廃車が行われた。1964年には13両に対して「ヴァンバック」制御装置を廃車した旧型電車から転用した抵抗制御装置へ交換する作業が実施され、1968年には残存する24両に対して車両番号の変更が実施された（641 - 664）が、同年以降廃車が本格的に行われ、「ヴァンバック」制御装置を有していた車両は1970年までに、制御装置を交換した車両も1975年までに営業運転を終了した。ただしそれ以降も以下の車両がブラックプール・トラムを始めとした各地に保存されている。

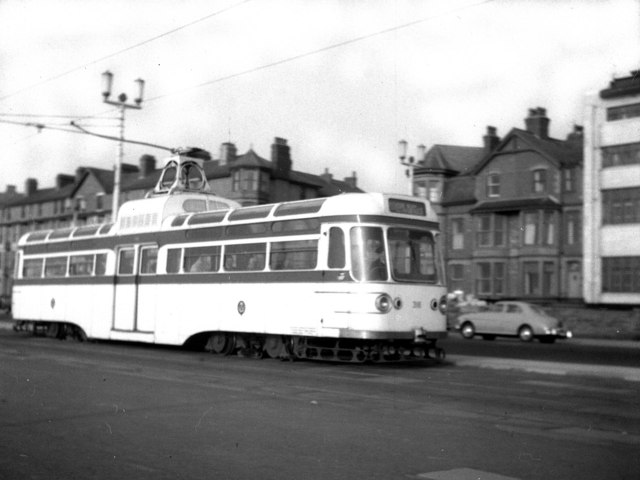
営業運転に使用されていた頃の「コロネーション」（1959年撮影）
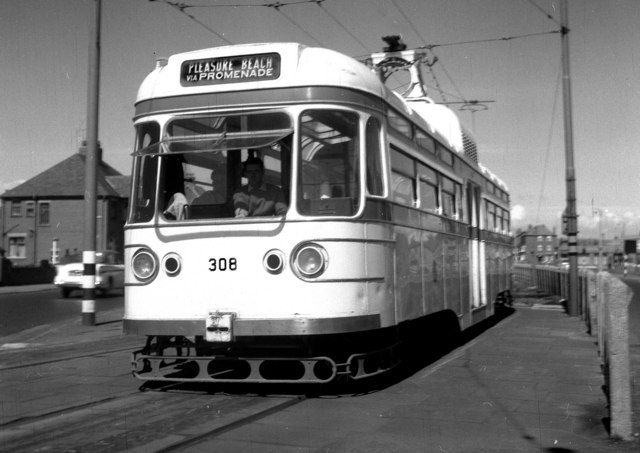
コロネーション（308）（1960年撮影）

- 304（→641） - 1975年以降各地の博物館で保存が行われた後、2003年からはブラックプール・トラムで動態保存を実施[注釈 2]。2024年時点で現存する「コロネーション」の中で唯一「ヴァンバック」制御装置を搭載している[1][2][3]。
- 324（→660） - コロネーションの中で最後まで営業運転に使用されていた車両の1両。営業運転終了後もイベント用に使用されていたが、2010年以降は機器の故障により静態保存が行われている[14][4]。
- 327（→663） - 1974年の引退後は各地の博物館で保存が行われた後、2003年以降はブラックプールで保存が実施されており、動態保存に向けた整備が進められている[15]。

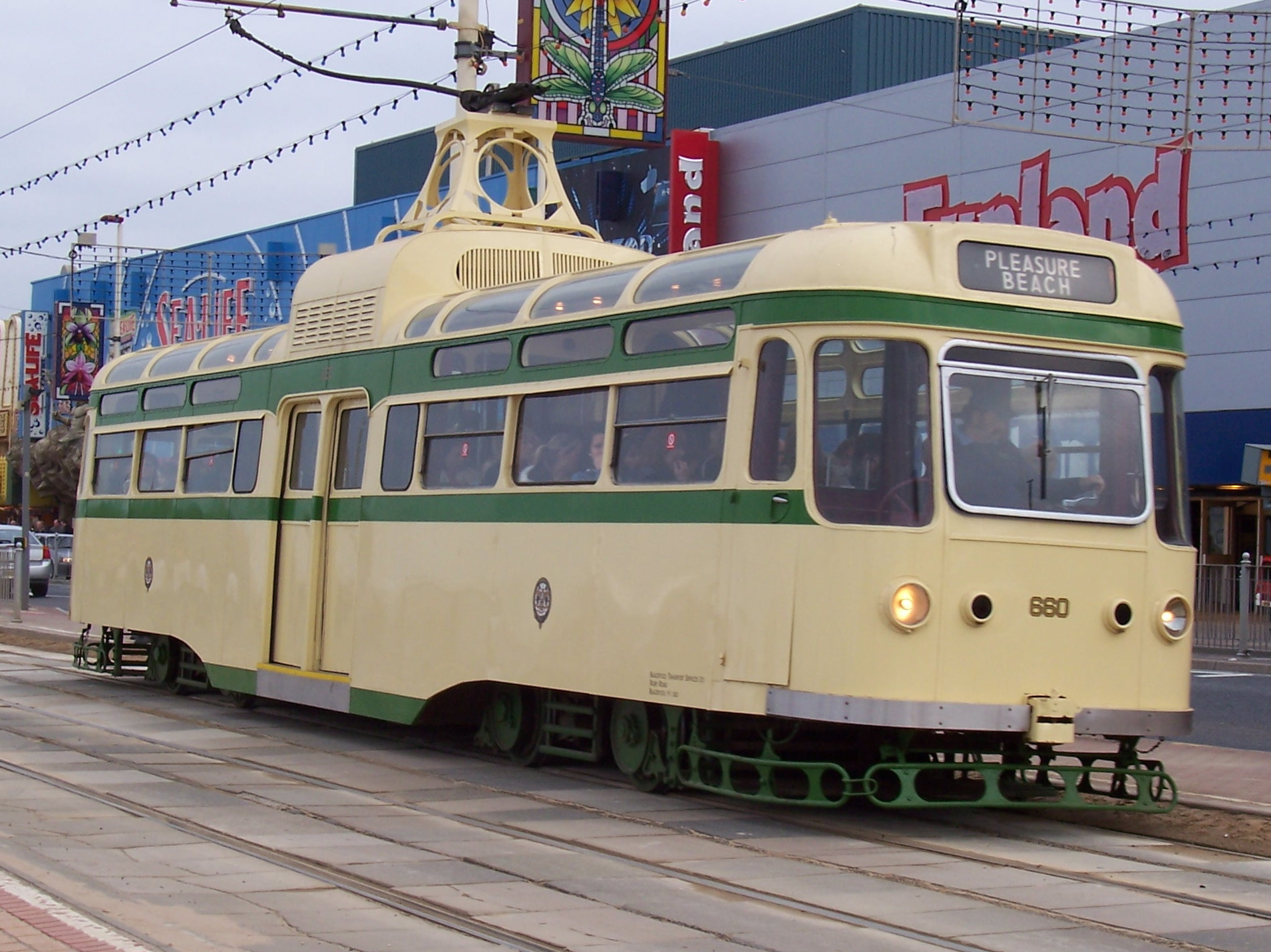
660（旧：324）（2005年撮影）